# Vega, Texas
Vega là một thành phố thuộc quận Oldham, tiểu bang Texas, Hoa Kỳ. Năm 2010, dân số của xã này là 884 người.